# Moacir Iguatemy da Silveira
Moacir Iguatemy da Silveira (1905 – 1994) foi um jornalista e atleta brasileiro.

## Vida
Casou com Delcides Clímaco da Silveira. É pai do governador de Santa Catarina, Luiz Henrique da Silveira.
Foi Diretor da Penitenciária de Florianópolis, tendo como Vice-Diretor Jurandir Dias.

## Carreira
Ingressou no Clube de Regatas Aldo Luz, onde foi timoneiro.
Campeão das provas:
| Ano  | Data e competição                                         | Modalidade e equipe campeã | Observação                                                                              |
| ---- | --------------------------------------------------------- | --- | --------------------------------------------------------------------------------------- |
| 1951 | 15 de novembro Campeonato Catarinense de Remo             | 4+:João Arthur Vasconcellos (Tuca), Francisco Schmitt (Chicão), Edison Westphal e Sady Cayres Berber, com Moacir Iguatemy da Silveira (timoneiro)                                                      | Florianópolis                                                                           |
| 1953 | 18 de janeiro Regata das Forças Armadas do Brasil         | 8+: Hamilton Cordeiro, Francisco Schmitt, João Arthur Vasconcellos, Edison Westphal, Arlindo Schmitt, Kalil Boabaid, Sady Cayres Berber, com Moacir Iguatemy da Silveira (timoneiro)                   | Vencedores no 7º páreo, São Paulo                                                       |
| 1953 | 25 de janeiro Prova Clássica das Forças Armadas do Brasil | 8+: Hamilton Cordeiro, Francisco Schmitt, João Arthur Vasconcellos, Kalil Boabaid, Edison Westphal, Antônio Boabaid, Arlindo Schmitt e Sady Cayres Berber, com Moacir Iguatemy da Silveira (timoneiro) | São Paulo                                                                               |
| 1953 | 22 de março 34ª Regata Internacional de Montevidéu        | 8+: Hamilton Cordeiro, Francisco Schmitt, João Arthur Vasconcellos, Kalil Boabaid, Antônio Boabaid, Arlindo Schmitt, Edison Westphal e Sady Cayres Berber, com Moacir Iguatemy da Silveira (timoneiro) | Raia de Melilla, Montevidéu, Uruguai.                                                   |
| 1954 | 17 de janeiro 41º Campeonato Brasileiro de Remo           | 4+: Hamilton Cordeiro, Francisco Schmitt, Edison Westphal e Sady Cayres Berber, com Moacir Iguatemy da Silveira (timoneiro)                                                                            | Raia da Lagoa Rodrigo de Freitas, Rio de Janeiro                                        |
| 1954 | 25 de janeiro Regata da Fundação da Cidade de São Paulo   | 8+:Hamilton Cordeiro, Francisco Schmitt, João Arthur Vasconcellos, Kalil Boabaid, Edison Westphal, José Azevedo, Antônio Boabaid e Sady Cayres Berber, com Moacir Iguatemy da Silveira (timoneiro)     | Raia de Lenheiro, São Paulo                                                             |
| 1954 | 2 de maio 3º Campeonato Sul-Americano de Remo             | 4+: Hamilton Cordeiro, Francisco Schmitt, Edison Westphal e Sady Cayres Berber, com Moacir Iguatemy da Silveira (timoneiro)                                                                            | Raia da Lagoa Rodrigo de Freitas, Rio de Janeiro                                        |
| 1954 | 9 de maio Regata Intermunicipal                           | 4+: Hamilton Cordeiro, Francisco Schmitt, Edison Westphal e Sady Cayres Berber, com Moacir Iguatemy da Silveira (timoneiro)                                                                            | Raia Jarivatuba, em Joinville, no 5º páreo                                              |
| 1955 | 25 de janeiro Prova Fundação da Cidade de São Paulo       | 8+: Hamilton Cordeiro, Francisco Schmitt, João Arthur Vasconcellos, Kalil Boabaid, Edison Westphal, Osman Boabaid, Arlindo Schmitt e Sady Cayres Berber, com Moacir Iguatemy da Silveira (timoneiro)   | Raia de Jurubatuba São Paulo. O Aldo Luz sagra-se campeão pela terceira vez consecutiva |